# 侍道外伝 KATANAKAMI
『侍道外伝 KATANAKAMI』（さむらいどうがいでん カタナカミ、刀神、Katana Kami: A Way of the Samurai Story）は、アクワイアが開発し、スパイク・チュンソフトより2020年2月20日に発売されたゲームソフト。PlayStation 4・Nintendo Switch・Steamのマルチプラットフォーム。

## 概要
スパイク・チュンソフトとアクワイアによるアクションゲーム『侍道』シリーズの一作で、2011年リリースの『侍道4』以来9年ぶりの新規タイトル。「侍道外伝」のタイトルが示す通り、本作は同シリーズの番外編的位置付けのスピンオフ作品となっており、価格や開発規模もフルプライスではない小規模開発タイトルとなる。また、シリーズでは初めてオンラインマルチプレイが可能になっているほか、CEROレーティングがZ指定となっている。
ゲームジャンルは従来の3人称視点型の3Dアクションアドベンチャーではなく、見下ろし視点型のローグライク系アクションRPGとなっており、主な敵も人間ではなく妖怪などの魑魅魍魎が中心となる。具体的なゲームスタイルについては「ディアブロ」等に代表される、自動生成ダンジョン探索型のハック＆スラッシュゲームであるとされ、海外で人気を博している同系統のゲームに対し「和風ハクスラ」と呼ばれるような、チャンバラ要素を取り入れたアクション性の高いゲームを目指して開発された。
世界観やストーリー上の時系列としては、初代『侍（侍道1）』の数週間前の出来事となっており、関連する舞台やキャラクターも登場する。

## 開発
2011年に発売された『侍道4』以降『侍道』シリーズの新作は途絶えていたものの、2015年に『侍道4』のPC版を発売した際に、続編である『侍道5』の企画が検討された。2016年頃、諸事情で『侍道5』の企画は頓挫することになるが、その後に検討された「気軽に遊べる小規模ダウンロード専売作品」がきっかけになり、2017年3月頃から本作の開発が進められることとなった。そのため、当初は『侍道』シリーズに拘らないゲームとして開発が進められており、後にパッケージ版の発売が決定された際に現在の形になったとされる。
本作の開発に当たり、『侍道』シリーズにおける「刀の種類の豊富さ」と「構えによってアクションが変化する」とユーモア性を踏襲するという方針が立てられた。
同様の理由から、シリーズの過去作品に携わったことのあるスタッフを中心としたスタッフィングが行われた一方、プロデューサーの榊原昌平とディレクターの小谷浩之のように、本作で初めてシリーズに参加する者もいた。
本作は『侍道』のシステムを用いたクォータービューの企画としてスタートしたものの、従来の三人称視点で見えた風景が見えなくなるといった短所が判明したため、鳥居や石灯篭などのオブジェクトを用いて和の雰囲気を出すなどの対策が取られ、華やかな画面作りが心掛けられた。
また、クォータービューではキャラクターの構えの変化が分かりにくいことから、倒した敵から得たオーブでゲージを溜める「刀刻」（かたなたいむ）や、敵からの攻撃を防御・回避して発動する「極見」（きわみ）などが取り入れられた。
作業が大変という理由から、『侍道4』では刀のフレーバーテキストは廃止されたものの、ユーザーの要望を受け、本作ではほかのすべてのアイテムとともに刀のフレーバーテキストも追加されている。
また、NPCとの会話パターンも多めに用意された。
もう一人のディレクターであるアクワイアの斎藤哲志は、面白さが一発で伝わるべきだという考えから、何度も触れるうちに味が出てくるするめのようなゲーム性はよくないとしつつも、スタッフからの熱望により受け入れていると電撃オンラインとのインタビューの中で話している。
また、第三作を初出とする土下座システムは当初入れる予定はなかったものの、仕様書にダメージ判定の記載があったに興味を持った斎藤が取り入れたことが電撃オンラインとのインタビューの中で明かされている。
斎藤は、本作の開発には子どものころに『水戸黄門』や『大岡越前』を見ていた世代が関わっているため、勧善懲悪という物語の展開や、土下座など時代劇の影響を受けた要素が出てきたのではないかと電撃オンラインとのインタビューの中で話している。

### セッティング
元の企画は『侍道』とのつながりの薄いスピンオフの予定だったが、開発が進むにつ入れて『侍道』らしさが表れ、最終的には外伝という形に落ち着き、時代設定も第一作の数週間前に設定された。
また、元の企画ではシリーズになじみの深い鍛冶屋・堂島軍二を主人公にした「堂島ローグ」（仮称）となる予定だったが、開発スタッフからそれでは味気ないという声が寄せられ、堂島が主人公から外れ、娘の七海が登場することとなった。
その際、斎藤は主人公を女性にすることも考えていたが、男の流れ者の主人公のほうが良いということで、最終的に「借金取りに誘拐された娘を助ける」という物語が出来上がった。
また、「堂島ローグ」の時点から存在していた、対立勢力を扇動して刀を売りつけるというあくどい側面が組み合わさった結果、現在の主人公像が出来上がった。加えて、主人公が「放浪先で拾ってきた服を着ているかもしれない」という斎藤の考えから、片袖に毛皮をまとった荒々しいいで立ちに仕上がった。
また、堂島の借金の原因を「娘を愛するあまり、南蛮渡来の着物を着せるなどの贅沢をさせている」という内容にし、それを反映させるために七海の衣装は現実世界における着物ドレスをモデルとしている。同様の理由で、堂島家にある七海の部屋にも舶来物のドレスセットなどが置かれている。
本作のダンジョンに相当する異世界・辞界は、日本の民話などにおける神隠しのような不思議な要素を取り入れるために設定された。

## 登場人物

### 主要人物
主人公
声：高橋英則
本作の主人公であり、流れ者の侍。堂島親子を助けるために借金返済の手伝いを申し出る。
堂島 七海（どうじま ななみ）
声：桑原由気
本作のヒロインであり、新キャラクター。堂島の軍二の娘。
堂島 軍二（どうじま ぐんじ）
声：伊丸岡篤
シリーズを通して刀の修理や強化を担当する鍛冶屋。借金のカタとして紅屋に娘をとられてしまう。『侍』からの登場キャラクター。
紅屋 角兵衛（べにや かくべえ）
声：吉野貴宏
堂島に金を貸している貸主。『侍道2』からの登場キャラクター。

### 宿場町
すず
声：小暮英麻
めし屋「甘栗」の看板娘。『侍』からの登場キャラクター。
ドナルド・ドナテロウズ
声：小野大輔
すずに思いを寄せる黒人青年。『侍』からの登場キャラクター。
宿場浪人
声：新垣樽助
『侍』の主人公（青年タイプ）。

### 赤玉党
吉兆（きっちょう）
声：柴田創一郎
赤玉党の党首。『侍』からの登場キャラクター。
チェルシー
声：沢城みゆき
赤玉党幹部で、吉兆の恋人。『侍』からの登場キャラクター。
赤玉党党員
声：岩中睦樹、茂木たかまさ
通称「赤ザコ」。『侍』からの登場キャラクター。

### 黒生家
知床 総一郎（しれとこ そういちろう）
声：関口英司
黒生家に参謀として仕える儒家の武士。『侍』からの登場キャラクター。
坪内 八郎（つぼうち はちろう）
声：小上裕通
黒生家の侍頭。『侍』からの登場キャラクター。
黒生家家臣
声：坂巻学、菊本平
通称「黒ザコ」。『侍』からの登場キャラクター。

### その他
黒覆面の男
声：松本忍

用心棒
声：小形満

先生
声：山戸めぐみ